# Широкое (озеро, Куйбышевский сельский округ)
Широкое (каз. Широкое) — озеро в Кызылжарском районе Северо-Казахстанской области Казахстана. Находится в пойме реки Ишим в 9 км к югу от села Архангельское и в 1 км к северо-востоку от села Вознесенка.
По данным топографической съёмки 1940-х годов, площадь поверхности озера составляет 2,7 км². Наибольшая длина озера — 4,2 км, наибольшая ширина — 0,8 км. Длина береговой линии составляет 12,3 км, развитие береговой линии — 2,08. Озеро расположено на высоте 99,1 м над уровнем моря.
Озеро входит в перечень рыбохозяйственных водоёмов местного значения.